# Motor Lublin (żużel)
RKS Motor Lublin – polski klub żużlowy z Lublina. W latach 1962–1995 brał udział w rozgrywkach ligowych. W późniejszym czasie przestał funkcjonować.

## Historia

### Pierwsze lata
Od roku 1956 do 1958 w rozgrywkach ligowych startował LPŻ Lublin. Powrót żużla do Lublina po likwidacji LPŻ nastąpił trzy lata później, kiedy to w ramach klubu RKS Motor Lublin powołano sekcję żużlową. Pierwszy sezon nowego klubu w drugiej lidze nie był udany. Lublinianom udało się odnieść jedynie trzy zwycięstwa i na końcu rywalizacji zająć przedostatnie miejsce w tabeli. W latach sześćdziesiątych pozycja Motoru w rozgrywkach nie była stabilna. W roku 1968 lublinianie zajęli trzecie miejsce i w następnym sezonie mieli szanse wywalczyć przejście do pierwszej ligi, lecz zajęli wtedy piąte miejsce.
Przełomowym okazał się dopiero rok 1974, kiedy to o sile klubu zaczęło decydować nowe pokolenie zawodników: Zbigniew Studziński, Tadeusz Berej i Zbigniew Krawczyk, którzy uzupełniali się z Andrzejem Mazurem, Witoldem Zwierzchowskim i Marianem Gomółką. Pierwsze sukcesy przyszły w roku 1975. Obok dobrej jazdy w lidze (czwarte miejsce), dobrze w zawodach indywidualnych spisywali się Tadeusz Berej (drugi w MIMP) i Zbigniew Studziński (czwarty w MIMP).

### Między I a II ligą
Ukoronowaniem dobrej jazdy lubelskiej młodzieży było zdobycie na własnym torze Pucharu PZMot (MDMP). Progresja wyników widoczna była także w następnym sezonie, kiedy to Motor przegrał dwa spotkania i rozgrywki zakończył na pierwszym miejscu, uzyskując awans do pierwszej ligi. Zespół był w pierwszej lidze jedynie przez rok i po przegranych barażach ze Śląskiem Świętochłowice Motor wrócił do drugiej ligi. W sezonach 1978–1979 lublinianie zajmowali drugie miejsca. W tym czasie na jednego z liderów drużyny wyrastał Marek Kępa. W sezonie 1980 niepowodzenia Motoru w lidze (4 miejsce) zrekompensował swoją jazdą Marek Kępa. Zwyciężył w turnieju o Brązowy Kask, był drugi w Srebrnym, a trzeci w Złotym Kasku, po raz drugi awansował do finału IMEJ i wywalczył tam wysoką VI lokatę.
Drugi awans w historii stał się faktem w roku 1982, a wywalczyli go Krzysztof Nurzyński, Marek Kępa, Zbigniew Studziński, Sławomir Tronina, Andrzej Gąbka, Artur Bernat, Andrzej Dyś, Jerzy Głogowski, Andrzej Kowalczyk, Zbigniew Krawczyk, Piotr Pawłowski i Waldemar Romanek. Jednak po awansie historia z roku 1977 potworzyła się (lublinianie wygrali dwa mecze i raz zremisowali). W latach 1983–1985 zawodnicy Motoru zdobyli złoto MDMP w 1984 roku (które wywalczyli Andrzej Gąbka, Piotr Styczyński, Piotr Mazurek, Janusz Łukasik i Andrzej Kowalczyk) oraz srebrny medal Janusza Łukasika w finale MIMP w 1985 roku.
W kolejnych dwóch sezonach, na skutek odejścia czołowych zawodników, Motor zajął miejsca na końcu tabeli. W 1989 roku drużyna pod opieką Witolda Zwierzchowskiego straciła trzy punkty w rozgrywkach i zajęła wysokie miejsce w lokacie. Przed przejściem do pierwszej ligi kadra zespołu została wyraźnie wzmocniona. Kontrakty podpisali ówczesny mistrz świata, Hans Nielsen, oraz wychowanek gdańskiego Wybrzeża – Dariusz Stenka. Tym razem Motor zajął ostatecznie piąte miejsce. Sukces odnieśli także młodzi „Motorowcy”, którzy w składzie Jerzy Mordel, Dariusz Śledź, Robert Jucha, Tomasz Pawelec i Marek Muszyński wywalczyli brązowy medal MDMP.

### Sukces roku 1991 i likwidacja klubu
Największy sukces lubelskiego speedwaya miał miejsce w 1991 roku, kiedy to Hans Nielsen, Leigh Adams, Antonín Kasper, Dariusz Stenka, Marek Kępa, Jerzy Mordel, Dariusz Śledź, Jerzy Głogowski, Marek Muszyński, Tomasz Pawelec, Robert Jucha, Robert Birski i Marek Iwaniec na finiszu rozgrywek zajęli drugie miejsce w tabeli. Przed sezonem 1992 z Lublina odeszli Dariusz Śledź, który przeniósł się do Sparty Wrocław, oraz Jerzy Głogowski, który został wypożyczony do KKŻ Krosno. Sezon zakończono na piątym miejscu. To samo miejsce zajęli lublinianie w roku 1993.
W kolejnych latach Motor staczał się powoli po równi pochyłej. W roku 1994 bronił się przed spadkiem. Koniec Motoru to rok 1995, kiedy po nieudanym sezonie nastąpiła degradacja do drugiej ligi. Klub był obciążony długami, które spłacił dzięki funduszom uzyskanym ze sprzedaży do GKM Grudziądz Pawła Staszka oraz Roberta Dadosa.

## Poszczególne sezony
| Sezon  | Rozgrywki ligowe | Rozgrywki ligowe | Rozgrywki ligowe | Rozgrywki ligowe | Uwagi                         |
| Sezon  | Liga             | Liga             | Miejsce          | Miejsce          | Uwagi                         |
| ------ | ---------------- | ---------------- | ---------------- | ---------------- | ----------------------------- |
| 1962   | II               | II liga          | 11/12            | 11/12            |                               |
| 1963   | II               | II liga          | 8/12             | 9/12             |                               |
| 1964   | II               | II liga          | 10/11            | 9/12             |                               |
| 1965   | II               | II liga          | 7/9              | 6/9              |                               |
| 1966   | II               | II liga          | 6/9              | 6/9              |                               |
| 1967   | II               | II liga          | 8/10             | 4/10             |                               |
| 1968   | II               | II liga          | 3/9              | 4/10             |                               |
| 1969   | II               | II liga          | 5/9              | 5/9              |                               |
| 1970   | II               | II liga          | 4/8              | 4/8              |                               |
| 1971   | II               | II liga          | 5/8              | 5/8              |                               |
| 1972   | II               | II liga          | 6/8              | 6/8              |                               |
| 1973   | II               | II liga          | 6/8              | 6/8              |                               |
| 1974   | II               | II liga          | 3/8              | 3/8              |                               |
| 1975   | II               | II liga          | 4/8              | 4/8              |                               |
| 1976   | II               | II liga          | 1/6              | 1/6              |                               |
| 1977   | I                | I liga           | 9/10             | 9/10             | Przegrane baraże o utrzymanie |
| 1978   | II               | II liga          | 2/7              | 2/7              |                               |
| 1979   | II               | II liga          | 2/8              | 2/8              |                               |
| 1980   | II               | II liga          | 4/8              | 4/8              |                               |
| 1981   | II               | II liga          | 2/7              | 2/7              | Przegrane baraże o awans      |
| 1982   | II               | II liga          | 1/7              | 1/7              |                               |
| 1983 1 | I                | I liga           | 10/10            | 10/10            |                               |
| 1983 1 | II               | II liga          | 7/8              | 7/8              |                               |
| 1984   | II               | II liga          | 4/7              | 4/7              |                               |
| 1985   | II               | II liga          | 2/7              | 2/7              | Przegrane baraże o awans      |
| 1986   | II               | II liga          | 5/7              | 5/7              |                               |
| 1987   | II               | II liga          | 6/7              | 6/7              |                               |
| 1988   | II               | II liga          | 3/8              | 3/8              |                               |
| 1989   | II               | II liga          | 1/8              | 1/8              |                               |
| 1990   | I                | I liga           | 5/8              | 5/8              |                               |
| 1991   | I                | I liga           | 2/8              | 2/8              |                               |
| 1992   | I                | I liga           | 5/10             | 5/10             |                               |
| 1993   | I                | I liga           | 5/10             | 5/10             |                               |
| 1994   | I                | I liga           | 7/10             | 7/10             |                               |
| 1995   | I                | I liga           | 10/10            | 10/10            |                               |

| Poziom ligowy | Liczba sezonów | Sezony                          |
| ------------- | -------------- | ------------------------------- |
| I             | 8              | 1977, 1983, 1990–1995           |
| II            | 26             | 1962–1976, 1978–1982, 1984–1989 |

1 W 1983 r. w rozgrywkach ligowych występowała również druga drużyna.

## Osiągnięcia

### Krajowe
Poniższe zestawienia obejmują osiągnięcia klubu oraz indywidualne osiągnięcia zawodników w rozgrywkach pod egidą PZM oraz GKSŻ.

#### Mistrzostwa Polski
Drużynowe mistrzostwa Polski
- 2. miejsce (1): 1991

Młodzieżowe drużynowe mistrzostwa Polski
- 1. miejsce (1): 1984
- 3. miejsce (1): 1990

Młodzieżowe indywidualne mistrzostwa Polski
- 2. miejsce (3):
  - 1975 – Tadeusz Berej
  - 1981 – Marek Kępa
  - 1985 – Janusz Łukasik

#### Pozostałe
Młodzieżowy Puchar PZM
- 1. miejsce (1): 1975
- 3. miejsce (1): 1976

Drużynowy Puchar Polski
- 2. miejsce (1): 1994
- 3. miejsce (1): 1978

Złoty Kask
- 2. miejsce (1):
  - 1993 – Jerzy Mordel
- 3. miejsce (1):
  - 1980 – Marek Kępa

Srebrny Kask
- 2. miejsce (1):
  - 1980 – Marek Kępa
- 3. miejsce (1):
  - 1982 – Andrzej Gąbka

Brązowy Kask
- 1. miejsce (1):
  - 1980 – Marek Kępa
- 2. miejsce (1):
  - 1979 – Marek Kępa

### Międzynarodowe
Poniższe zestawienia obejmują osiągnięcia klubu oraz indywidualne osiągnięcia zawodników krajowych (w zawodach drużynowych, par i indywidualnych) i zagranicznych (w zawodach indywidualnych) w rozgrywkach pod egidą FIM.

#### Mistrzostwa świata
Indywidualne mistrzostwa świata
- 2. miejsce (1):
  - 1993 –  Hans Nielsen
- 3. miejsce (1):
  - 1991 –  Hans Nielsen

Indywidualne mistrzostwa świata juniorów
- 1. miejsce (1):
  - 1992 –  Leigh Adams

#### Pozostałe
Indywidualny Puchar Mistrzów
- 1. miejsce (1):
  - 1990 –  Hans Nielsen
- 2. miejsce (1):
  - 1991 –  Antonín Kasper
- 3. miejsce (1):
  - 1991 –  Hans Nielsen